# Chudinská křížová výprava
Chudinská křížová výprava z roku 1309 byla jednou ze svévolně pořádaných a nikým neschválených lidových tažení proti jinověrcům, v tomto případě evropské chudiny proti muslimům v Zámoří. V létě roku 1309 zformovali příslušníci z nízkých společenských vrstev z Anglie, Brabantska, severní Francie a německého Porýní ozbrojený houf označující se jako „Bratři kříže“ a vyrazili na společnou křižáckou výpravu do Svaté země, aby jí bránili před muslimy. Jejich úmyslem bylo připojit se k vojsku oficiálně pořádané křížové výpravy. Ta měla podle plánu vyplout v lednu 1310 z italského Brindisi. Účastnil se jí zejména Řád johanitů a velet jí velmistr Fulko de Villaret. Ve skutečnosti se mělo jednat pouze o přípravný přesun pro mnohem větší vojenskou operaci a johanité byli místo očekávané cesty do Svaté země pověřeni obranou Kypru, zároveň měli dohlížet na zákaz obchodu katolíků s muslimy. Kvůli špatnému počasí byla výprava odložena až na jaro 1310. Samozvaní křižáci z řad chudiny se tudíž k této výpravě nepřipojili. Během putování se uchylovali k plenění, perzekuci Židů a napadáním místní správy. Jejich tažení bylo nakonec rozehnáno a žádný z těchto samozvaných křižáků se nikdy do Svaté země nepodíval.